# Arvydas Sabonis
Arvydas Romas „Sabas” Sabonis (ur. 19 grudnia 1964 w Kownie) – litewski koszykarz, występujący na pozycji środkowego, mistrz olimpijski (w barwach ZSRR), odnoszący sukcesy także w lidze NBA. Grał na pozycji środkowego (221 cm wzrostu).

## Kariera w ZSRR
Rozpoczął grę w koszykówkę gdy miał 13 lat. W wieku 17 lat zaczął występować w klubie Žalgiris Kowno, z którym zdobył mistrzostwo ZSRR w latach 1985–1987. Wcześniej, w latach 1983 w Nantes i 1985 w Stuttgarcie, z drużyną radziecką zdobył, kolejno, brązowy i złoty medal na mistrzostwach Europy oraz złoto na uniwersjadzie w Kobe w 1985. W tym samym 1985 jego klub grał w finale Europejskiego Finału Zdobywców Pucharów, przegrywając z Barceloną. W 1986 z kolei kownianie sięgnęli po Międzykontynentalny Puchar im. W. Jonesa (nieoficjalne mistrzostwa świata klubów koszykarskich) pokonując w finale Cibonę Zagrzeb.
Już w 1985 Sabonis zgłosił się do draftu NBA i został wybrany w 4. rundzie z numerem 77 ogólnej listy przez Atlantę Hawks. Wybór został jednak anulowany, ze względu na zbyt młody wiek koszykarza. Powtórny akces rok później przyniósł wybór przez Portland Trail Blazers (z 24. numerem w 1. rundzie), jednak tym razem względy polityczne sprawiły, że amerykańska publiczność na Sabonisa musiała jeszcze poczekać.
W 1988 Sabonis odniósł kolejny sukces z, prowadzoną przez Aleksandra Gomelskiego drużyną ZSRR, zdobywając jedyny w swojej karierze złoty medal olimpijski w Seulu. Na dwóch następnych igrzyskach w Barcelonie w 1992 i Atlancie w 1996, prowadząc już drużynę narodową Litwy, zdobył medale brązowe. U jego boku grali inni znakomici koszykarze litewscy Šarūnas Marčiulionis, Rimas Kurtinaitis czy Valdemaras Chomičius. Także dla Litwy na mistrzostwach Europy w Atenach w 1995 wywalczył medal srebrny.

## Występy w Europie
W 1989 ograniczenia w ZSRR na tyle zelżały, że Litwin mógł już wyjechać na Zachód. Zamiast NBA wybrał jednak Hiszpanię, gdzie grał najpierw w Forum Valladolid (lata 1989–1992), a następnie Real Madryt (1992–1995). Z nowymi klubami odniósł wielkie sukcesy, prowadząc je do mistrzostwa ligi hiszpańskiej w 1993 i 1994, a przede wszystkim do Klubowego Mistrzostwa Europy w 1995.
W czasie występów w Europie był czterokrotnie wybierany najlepszym graczem Starego Kontynentu – w latach 1984–1985, 1988, 1995.

## NBA
W 1995, przekroczywszy 30 lat, Sabonis wreszcie pojawił się na parkietach NBA. Powiedział dziennikarzom: „Nie mam już nic do udowodnienia w europejskiej koszykówce, została już tylko NBA”. Grając w barwach Portland Trail Blazers już w pierwszym roku został m.in. graczem tygodnia i debiutantem miesiąca (kwiecień 1996), a na koniec sezonu zajął drugie miejsce w głosowaniu zarówno na debiutanta roku (w wieku 32 lat), jak i rezerwowego roku, zaliczono go również do pierwszego składu najlepszych debiutantów (All-NBA Rookie First Team). Wystąpił w meczu debiutantów podczas NBA All-Star Weekend. Mimo zniszczonego zdrowia (kolana, ścięgno Achillesa) z sukcesami występował w Portland przez siedem lat (z wyjątkiem sezonu 2001–2002), pomagając drużynie m.in. dotrzeć do finału konferencji w 1999 (mistrzostwo dywizji) i 2000.
W sezonie 1995/1996 zajął drugie miejsce w głosowaniu na najlepszego „szóstego” zawodnika ligi NBA.

## Osiągnięcia
Na podstawie, o ile nie zaznaczono inaczej.

### Kadra
Drużynowe
- Mistrz:
  - olimpijski (1988 – kadra ZSRR)
  - świata (1982 – kadra ZSRR)
  - Europy (1985 – kadra ZSRR)
  - Europy U–16 (1981 – kadra ZSRR)
- Wicemistrz:
  - świata (1986 - kadra ZSRR)
  - Europy (1995 – kadra Litwy)
  - świata U–19 (1983 – kadra ZSRR)
- Brązowy medalista:
  - olimpijski (1992, 1996 – kadra Litwy)
  - mistrzostw Europy (1983, 1989 – kadra ZSRR)

Indywidualne
- MVP mistrzostw Europy 1985
- Zaliczony do I składu mistrzostw:
  - Europy (1983, 1985, 1995)
  - mistrzostw świata (1986)
- Lider:
  - igrzysk olimpijskich w:
    - zbiórkach (1988, 1992, 1996)[3][4][5]
    - blokach (1992)[6]

  - Eurobasketu w zbiórkach (1995, 1999)

### Europa
Drużynowe
- Mistrz:
  - Euroligi (1995)
  - ZSRR (1985–1987)
  - Hiszpanii – (1993, 1994)
  - Litwy (2004)
- Zdobywca Pucharu Hiszpanii (1993)
- 3. miejsce w turnieju McDonalda (1993)

Indywidualne
- MVP:
  - Final Four Euroligi 1995
  - sezonu zasadniczego:
    - Euroligi (2004)
    - ligi hiszpańskiej (1995)

  - TOP 16 Euroligi (2003/04)
  - finałów ligi hiszpańskiej (1993, 1994)
  - meczu gwiazd ligi włoskiej i hiszpańskiej (1992)
- Zaliczony do I składu:
  - Euroligi (2004)
  - turnieju McDonalda (1993)
- Lider:
  - strzelców finałów Euroligi (1986, 1995)
  - w blokach:
    - Euroligi (2004)
    - hiszpańskiej ligi ACB (1990, 1993)

  - w zbiórkach:
    - Euroligi (1993, 2004)
    - hiszpańskiej (11,2 – 1994, 13,2 – 1995)[7][8]

### NBA
- Zaliczony do I składu debiutantów NBA (1995/1996)[9]
- Uczestnik meczu debiutantów NBA (1996)
- Debiutant miesiąca NBA (kwiecień 1996)[10]
- Lider play-off w skuteczności rzutów z gry (2003)[11]

### Inne
- czterokrotny sportowiec roku na Litwie (1984–1986, 1996)
- Koszykarz roku:
  - Mr Europa (1985, 1997)[12]
  - Euroscar (1984–1985, 1988, 1995, 1997, 1999)
- Wybrany do:
  - grona 50:
    - najlepszych koszykarzy w historii rozgrywek FIBA (1991)
    - najwybitniejszych osobowości Euroligi (2008)[13]

  - Galerii Sław koszykówki FIBA (2010)
  - Koszykarskiej Galerii Sław im. Jamesa Naismitha (2011)[14]

## Podsumowanie
Sabonis grając w Ameryce najlepsze lata kariery miał już za sobą, a przebyte kontuzje praktycznie uniemożliwiały mu dynamiczne poruszanie się. Mimo tego, a także mimo wysokiego wzrostu i dużej masy ciała, Sabas zadziwiał na boisku umiejętnością ustawiania się, zbierania piłek, „czytania” gry, trafiania z dystansu (często punktował rzutami za 3 pkt.) oraz niekonwencjonalnego rozgrywania. Przez wielu fachowców, także z NBA (Scottie Pippen, Bill Walton, Sean Elliott, Dino Rađa), uważany za jednego z największych środkowych wszech czasów i najlepszego koszykarza Europy swoich czasów.
W 2003 Sabonis wrócił do swego macierzystego klubu, Žalgirisu (kupując 42,5% jego udziałów – pakiet kontrolny) w którym występował przez następne dwa lata. Ostatecznie przestał zawodowo grać w koszykówkę w 2005.

## Życie prywatne
Jego żona, Ingrida Mikelionytė Sabonienė, zdobyła tytuł Miss Wilna w pierwszych tego rodzaju wyborach na Litwie, w 1988. Mają trzech synów: Žygimantasa (ur. 1991), Tautvydasa (ur. 1992) i Domantasa (ur. 1996) oraz córkę, Aušrinė (ur. 1997). Dwóch młodszych synów zostało także koszykarzami, urodzony w Valladolid Tautvydas gra w lidze hiszpańskiej, urodzony w Portland Domantas jest zawodnikiem klubu NBA Sacramento Kings.
Arvydas włada pięcioma językami: litewskim, polskim, rosyjskim, hiszpańskim i angielskim.

## Odznaczenia
Litewskie:
- Order Wielkiego Księcia Giedymina[17]:
  - Krzyż Wielki – 1996
  - Krzyż Komandorski – 1995

Międzynarodowe:
- Srebrny Order Olimpijski[18]

Rosyjskie:
- Order Przyjaźni[19]

Radzieckie:
- Order Czerwonego Sztandaru Pracy[18]
- Order Przyjaźni Narodów[18]
- Medal „Za pracowniczą wybitność”[18]

## Statystyki

### Rekordy kariery w NBA
| Sezon Zasadniczy      |                               |
| Punkty                | 33 (@ Dallas – 4.01.1997)     |
| Rzuty (celne)         | 11 (9-krotnie)                |
| Rzuty (oddane)        | 20 (3-krotnie)                |
| Rzuty za „3” (celne)  | 3 (3-krotnie)                 |
| Rzuty za „3” (oddane) | 7 (vs Cleveland – 14.03.1997) |
| Celne wolne           | 12 (2-krotnie)                |
| Rzuty wolne           | 16 (@ Vancouver – 8.02.1999)  |
| Zbiórki ofensywne     | 7 (@ Toronto – 24.11.1997)    |
| Zbiórki defensywne    | 18 (@ Chicago – 25.02.1998)   |
| Zbiórki               | 20 (3-krotnie)                |
| Asysty                | 9 (vs Dallas – 15.02.1999)    |
| Przechwyty            | 5 (2-krotnie)                 |
| Bloki                 | 6 (2-krotnie)                 |
| Minuty na boisku      | 50 (vs Phoenix – 14.11.1997)  |